# Додо фон Кніпхаузен
Додо фон Кніпхаузен (нім. Dodo zu Innhausen und Knyphausen; 2 липня 1583 — 11 січня 1636) — військовий діяч на службі Голландії, Ганзи, Англії і Швеції, учасник Тридцятирічної війни, фельдмаршал.

## Життєпис
Походив з німецького баронського роду Іннхаузен-унд-Кніпхаузен зі Східної Фризії. Син Вільгельм цу Іннхаузен-унд-Кніпхаузена та Гіми, доньки Уніко Маннінга, що був головою (гауптлінгом) східних фризів та сеньйором Лютетсбургу. Отримав ім'я на честь діда по материнській лінії. Народився 1583 року в місті Лютетсбург. Виховувався в кальвіністському дусі.
1602 року поступив на службу до штатгальтера Моріца Оранського. Брав участь у походах проти іспанців в Південних Нідерландах, займався гарматами. 1607 року після поранення повернувся на батьківщину. Призначається дротсом Штікхаузена. 1610 року оженився на представниці роду фон Шаде.
1615 року поступив полковником до війська Ганзи, у складі якого 1617 року воював проти Фрідріха Ульріха, герцога Брауншвейг-Вольфенбюттеля. 1619 року встановив контакти з новим богемським королем Фрідріхом Пфальцьким, від імені якого став діяти на півночі Німеччини.
З початком Тридцятирічної війни у 1620—1623 роках у складі армії принци Крістіана Брауншвейзького брав участь у війні проти імператорських військ в Богемії, зокрема в битвібіля Хехста, де дістав поранення. 1623 року був учасником битві при Штадтлоні, де протестанти знову зазнали поразки. Крістан Брауншвейзький звинувати фон Кніпхаузена у зраді та засудив до смерті. Втім нове розслідування виправдало того.
1625 року приєднався до армії Ернста Мансфельда. 1626 року звитяжив у битві біля Дессау, захищаючи міст через Ельбу. Зрештою потрапив у полон, але втік звідти через півроку. Призначено генерал-сержантом. 1628 року опинився на службі Англії, брав участь в обороні Ла-Рошелі від французьких військ.
1629 року перейшов на шведську службу у званні генерал-майора. 1630 року зайняв Вольгаст і Греймсвальд. 1631 року взяв в облогу Деммін. Потім призначається губернатором міста Нойбранденбург в Мекленбурзі. Того ж року після героїчного захисту міста від військ Йоганна Тіллі знову потрапив у полон. 1632 року його було звільнено. Того ж року брав участь у битві під Лютценом. 1633 року сприяв перемозі над імператорським військом в битві біля Ольдендорфу в Гессені. За це отримав звання фельдмаршала. Потім зайняв місто Оснабрюк. 1636 року здобув перемогу у битві під Газелюнне, але загинув під час битви.

## Родина
Дружина — Анна фон Шаде
Діти:
- Енно Адам (1611—1654)
- Єва Оріана (1613—1680) дружина Вільгельма фон Льюдінггаузена
- Вільгельм
- Гіма Марія
- Єлизавета
- Фрідріх Людвіг